# Artaxias Ier
Pour les articles homonymes, voir Artaxias et Ardachès.
Artaxias ou Artašēs Ier (en arménien Արտաշես Ա) est un roi d'Arménie ayant régné de 190/189 à 159 av. J.-C. Il est traditionnellement considéré comme le fondateur de la dynastie artaxiade, bien que des inscriptions en araméen découvertes dans le marz de Syunik le disent fils d'un Zariadrès de la dynastie orontide ; il est d'ailleurs parfois rattaché directement à cette dynastie,. Selon Moïse de Khorène, il aurait épousé une fille d'un roi des Alains, Satenik, qui lui aurait donné six fils : Artavazde Ier, Vruyr, Mazhan, Zariadrès, Tiran et Tigrane.

## Biographie
Général d'Antiochos le Grand, il se rend maître de l'Arménie, dont il est gouverneur (stratēgós), et en fait un État indépendant en 189 av. J.-C. après la défaite du Séleucide à Magnésie ; un autre gouverneur séleucide et peut-être un proche parent, également nommé Zariadrès, en fait de même en Sophène,. Les deux nouveaux monarques s'allient afin de reconquérir les régions périphériques peuplées d'Arméniens ; dans le cas d'Artaxias, les conquêtes à partir de la vallée de l'Araxe se font principalement aux dépens de l'Ibérie et de la Médie-Atropatène.
Marquant ainsi son indépendance par rapport à Rome, il donne asile à Hannibal, lorsque celui-ci, réfugié à la cour séleucide après la bataille de Zama, n'y est plus en sécurité. Sur ses conseils, Artaxias bâtit sa nouvelle capitale, Artaxate (« joie d'Artaxias »), sur les rives de l'Araxe,. Au niveau du royaume, il fait procéder au bornage de propriétés, et mène une politique d'intégration linguistique.
Vers 165 av. J.-C., Artaxias est défait par le roi séleucide Antiochos IV ; fait prisonnier, il ne recouvre sa liberté qu'en reconnaissant la suzeraineté du Séleucide. Il règne jusqu'environ 159 av. J.-C., non sans avoir tenté, en sollicitant l'aide d'Ariarathe V de Cappadoce, de mettre la main sur la Sophène, après la mort de Zariadrès, et encouragé la rébellion du satrape Timarque en Médie. Selon Moïse de Khorène, les obsèques d'Artaxias s'accompagnent de la mort volontaire de ses femmes, concubines et serviteurs.